# Abu al-Hasan

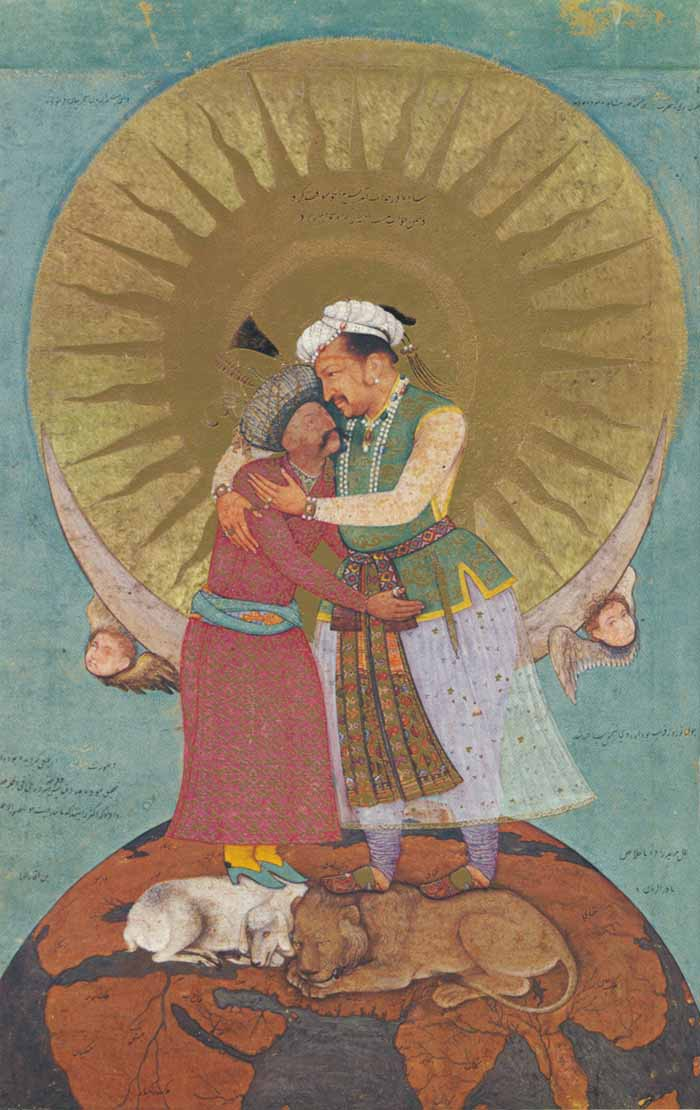
Abu al-Hasan: Jahangirs Traum, um 1620. Das Gemälde zeigt den Mogulkaiser Jahangir (rechts), wie er seinen Feind, Schah Abbas I. von Persien, umarmt, während der indische Löwe zu seinen Füßen symbolisch das persische Lamm gen Westen schiebt.

Abu al-Hasan (auch Abul Hasan; * 1589; † um 1630) war einer der berühmtesten Miniaturmaler des indischen Mogulreiches. Er war der Sohn des persischen Malers Aqa Riza aus Herat, der am Hofe des Mogulkaisers Akbar I. lebte. Als Kind arbeitete Abu al-Hasan für Akbar und nach dessen Tode (1605) für die Künstlerschulen (unter anderem in Allahabad) von dessen Sohn Jahangir, der ihn besonders förderte und schätzte. In Jahangirs Biografie wird er mit dem Titel Nadir as-Zaman (persisch „Hochgelobter des Zeitalters“) erwähnt.
Abu al-Hasan wurde vor allem als Maler von Porträts des Kaisers Jahangir, mogulischer Adliger und ausländischer Gesandter am Mogulhofe berühmt, ferner durch Darstellungen von dörflichen Szenen und Tierbildern. Sein individueller Stil zeichnet sich durch sparsamen Umgang mit Hintergrunddetails, kühne Farbgebung und eine von chinesischen Techniken beeinflusste persische Kalligrafie aus. Die für andere Mogulminiaturen der Epoche übliche starke Konturierung fehlt in seinen Werken, was vermutlich auf den Kontakt zur zeitgenössischen persischen Malschule zurückzuführen ist. Während eines Studienaufenthaltes in Italien erlernte er außerdem die europäische Technik der Ölmalerei, blieb aber im Wesentlichen der persischen Maltradition treu.
Seine berühmtesten Werke sind die Herrscherporträts Jahangirs Traum (Jahangir umarmt Schah Abbas I. von Persien) und zwei in der Komposition einander sehr ähnelnde Miniaturen, auf denen Jahangir jeweils auf einem Globus stehend und einen Pfeil abschießend dargestellt ist, einmal jedoch schießt er auf die Allegorie der Armut, einmal auf den Kopf des Heerführers Malik Ambar des verfeindeten Sultanats Ahmadnagar. Die Miniatur Eichhörnchen in einer Platane erinnert mit ihrer realistischen Darstellung von kletternden Eichhörnchen an europäische Vorbilder, ihre Komposition ist dagegen voll und ganz indisch-persisch.